# Nicole Berger
Nicole „Nicky“ Berger (* 12. Juni 1934  in Paris als Nicole Gouspeyre; † 13. April 1967 bei Rouen) war eine französische Schauspielerin. Sie spielte sowohl in Kinofilmen und Fernsehproduktionen als auch für das Theater. Ihr Stiefvater war der Filmproduzent Pierre Braunberger. 1967 starb sie an den Folgen der Verletzungen, die sie wenige Tage zuvor bei einem Autounfall in der Nähe von Rouen erlitten hatte. Auch ihre Lebenspartnerin Dany Dauberson, die damals ihre Beifahrerin war, zog sich bei dem Unfall schwere Verletzungen zu.

## Filmografie (Auswahl)
- 1952: Das Gelübde des Priesters (Jocelyn)
- 1953: Julietta
- 1956: Ein Mädchen aus Flandern
- 1956: Die Abenteuer des Till Ulenspiegel (Les aventures de Till L’Espiègle)
- 1957: Der Mann, der sterben muß (Celui qui doit mourir)
- 1958: … denn keiner ist ohne Sünde (Filles de nuit)
- 1958: Véronique und ihr Faulpelz (Véronique et son cancre)
- 1958: Es geschah in einer Frühlingsnacht (Livets vår)
- 1958: Mit den Waffen einer Frau (En cas de malheur)
- 1959: Die nach Liebe hungern (Les dragueurs)
- 1959: Alle Jungen heißen Patrick (Charlotte et Véronique ou Tous les garçons s’appellent Patrick)
- 1959: Dem Teufel verschrieben (L'ambitieuse)
- 1960: Verbrecherzentrale Sidney Street (The Siege of Sidney Street)
- 1960: Schießen Sie auf den Pianisten (Tirez sur le pianiste)
- 1963: Rasthaus des Teufels (Chair de poule)
- 1966: Landärztin in den Pyrenäen: Eine zuviel in Tourlezanne (Cécilia, médecin de campagne)